# Майкл Кандел

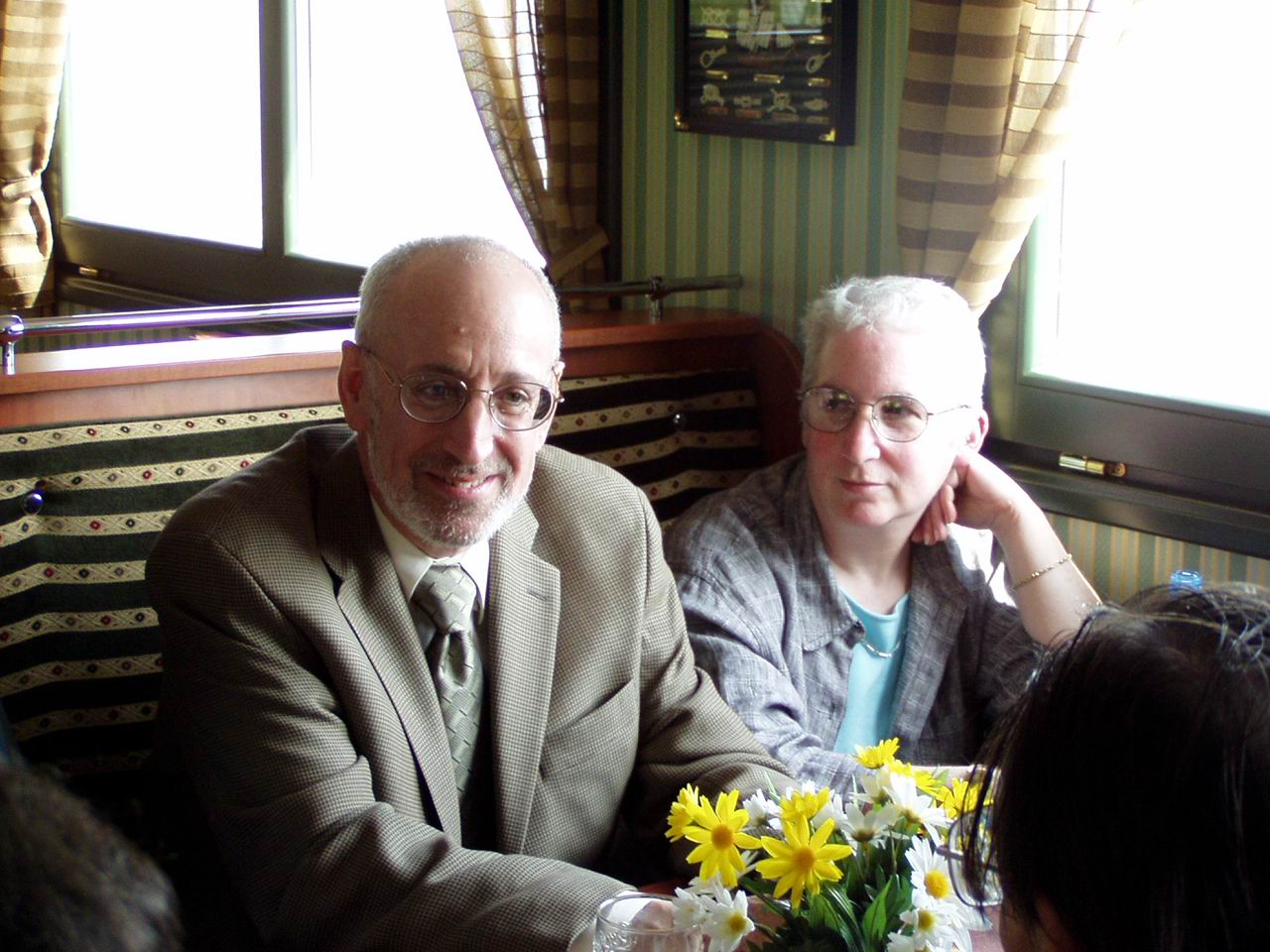
Майкл і Марджі Кандели в Польщі. Травень 2005 року.

Майкл Ка́ндел (англ. Michael Kandel, * 24 грудня 1941, Балтимор, Мериленд) — американський перекладач, письменник-фантаст і редактор.

## Біографічні дані
Майкл Кандел народився в сім'ї польських євреїв. Закінчив Індіанський університет у Блумінгтоні, де здобув докторат у галузі славістики. Стипендіат Програми Фулбрайта в Польщі у 1966—1967 роках. Викладав російську літературу в Університеті Джорджа Вашингтона. Співпрацював як редактор з Асоціацією сучасної мови Америки, а ще раніше — з видавництвом «Гаркорт». Редагував, зокрема, твори Джонатана Літема, Джеймса Морроу й Урсули Ле Ґуїн, яка дуже прихильно поставилася до редагування Кандела.
Одружений із Марджі Кандел.

## Творчість
Майкл Кандел найбільш відомий як перекладач польської фантастики англійською мовою. Таку діяльність він розпочав 1973 року перекладом твору Станіслава Лема «Щоденник, знайдений у ванні». Усього в доробку Кандела десять творів цього автора. Два з них — «Кіберіаду» та «Футурологічний конгрес» — 1975 року номіновано на Національну книжкову премію за перекладну літературу. Якість цих робіт дуже високо оцінила критика і сам Лем. Варто зважати на те, що твори Лема насичені неологізмами, грою слів та іншими засобами, важкими для перекладу. Згодом Кандел успішно перекладав також інших польських фантастів — Марека Губерата, Павела Гюлле, Яцека Дукая та Анджея Сапковського. Заохочений таким успіхом, наприкінці 1980-х він починає писати власні фантастичні твори, прикметні гумором і жвавим розвитком фабули. Критики відзначили певний вплив Філіпа Діка на Майкла Кандела. Дебютну книжку «Дивне вторгнення» (1989) перекладено німецькою. Випустивши упродовж семи років власні чотири романи, Кандел далі обмежувався нечисленними оповіданнями й літературно-критичними статтями.

## Праці

### Власні твори

#### Романи
- Strange Invasion (1989)
- In Between Dragons (1990)
- Captain Jack Zodiac (1991)
- Panda Ray (1996)

#### Оповідання
- Virtual Reality (1993) in Simulations (ed. Karie Jacobson)
- Ogre (1994) in Black Thorn, White Rose (ed. Ellen Datlow and Terri Windling)
- Acolytes (1997) in The Horns of Elfland (ed. Ellen Kushner, Delia Sherman, and Donald G. Keller)
- Wading River Dogs and More in Asimov's, May 1998
- Hooking Up in Fantasy and Science Fiction, August 1999
- Time to Go in Fantasy and Science Fiction, November 2004
- Enlightenment in Thrilling Wonder Stories, Summer 2007

### Переклади
Станіслав Лем
- Memoirs Found in a Bathtub (Pamiętnik znaleziony w wannie, співавт. Christine Rose, 1973)
- The Cyberiad (Cyberiada, 1974)
- The Futurological Congress (Kongres futurologiczny, 1974)
- The Star Diaries (Dzienniki gwiazdowe, 1976)
- Mortal Engines (збірка з: Bajki robotów, Dzienniki gwiazdowe, Opowieści o pilocie Pirxie, Maska, 1977)
- A Perfect Vacuum (Doskonała próżnia, 1978)
- His Master's Voice (Głos Pana, 1983)
- Fiasco (Fiasko, 1987)
- Peace on Earth (Pokój na Ziemi, співавт. Elinor Ford, 1994)
- Highcastle: A Remembrance (Wysoki Zamek, 1995)

Павел Гюлле
- Who Was David Weiser? (Weiser Dawidek, 1992)
- Moving House and Other Stories (Opowiadania na czas przeprowadzki, 1995)

Марек Губерат
- Nest of Worlds (Gniazdo światów, Restless Books, 2014)
- Yoo Retoont, Sneogg. Ay Noo (Wrocieeś Sneogg, wiedziaam…, Words without Borders; в: A Polish Book of Monsters, PIASA Books, 2010)
- Balm of a Long Farewell (Balsam długiego pożegnania, Words without Borders)

Анджей Стасюк
- On the Road to Babadag (Jadąc do Babadag, Houghton Mifflin Harcourt, 2011)

Януш Хріста
- Kayko and Kokosh komiks
  - Flying School (Szkoła latania, Egmont Poland, 2018)
  - The Big Tournament (Wielki turniej, Egmont Poland, 2018)

### Переклади, упорядкування, редагування
- Mortal Engines (Seabury, 1977) — Stanisław Lem. The Cosmic Carnival of Stanisław Lem: An Anthology of Entertaining Stories by the Modern Master of Science Fiction (Continuum, 1981)
- A Polish Book of Monsters: Five Dark Tales from Contemporary Poland (PIASA Books, 2010; Marek S. Huberath, Andrzej Sapkowski, Tomasz Kołodziejczak, Andrzej Zimniak, Jacek Dukaj)

## Зовнішні зв'язки
- Michael Kandel on Words Without Borders
- «Being an Editor» by Michael Kandel
- «Translation is Quixotic: A Conversation with Michael Kandel» at Restless Books
- Michael Kandel на сайті Internet Speculative Fiction Database (англ.)

- Sława i fortuna. Listy Stanisława Lema do Michaela Kandla, 1972—1987, Wydawnictwo Literackie 2013